# Vlag van Zuid-Australië

Vlag van Zuid-Australië (ratio 1:2)

De vlag van Zuid-Australië is een Brits blue ensign met aan de rechterkant de badge van de deelstaat. Dit is een gouden cirkel met daarin een "Australische ekster" (zwartrugfluitvogel) die zijn vleugels uitspreidt. Deze vlag is sinds 13 januari 1904 de vlag van Zuid-Australië.

## Historische vlaggen
De eerste vlag van Zuid-Australië werd aangenomen in 1870. Dit was ook een Brits blauw vaandel, maar deze had een zwarte cirkel met daarin het sterrenbeeld Zuiderkruis (dat ook op de vlag van Australië staat) en twee sterren uit het sterrenbeeld Centaur: Alpha Centauri en Agena (Beta Centauri).
In 1876 werd een nieuwe vlag aangenomen. Deze had in plaats van de sterren een badge met daarop de aankomst van Vrouwe Britannia bij een Aboriginal met op de achtergrond een kangoeroe.

1870–1876
1876–1904